# Alteveer (Groningen)
Alteveer – wieś w Holandii, w prowincji Groningen, w gminie Stadskanaal. Część miejscowości znajduje się na terenie sąsiedniej gminy Pekela.
Alteveer zostało założone nad kanałem o nazwie Alteverkanaal, który biegnie w kierunku północnym od Stadskanaal.